# Синьял-Акрамово
Синья́л-Акра́мово (чув. Çĕньял Шурча) — деревня в Моргаушском районе Чувашской Республики. Входит в состав Ярабайкасинского сельского поселения.

## География
Находится в северо-западной части Чувашии, на расстоянии приблизительно 7 км на восток-юго-восток по прямой от районного центра села Моргауши на берегах речки Моргаушка.

## История
Известна с 1795 года как выселок села Успенское (ныне Акрамово) с 4 дворами. В 1858 году было отмечено 19 дворов и 83 жителя, в 1906 — 29 дворов и 143 жителя, в 1926 — 40 дворов и 217 жителей, в 1939—185 жителей, в 1979—125. В 2002 году было 34 двора, в 2010 — 31 домохозяйство. В 1931 году был образован колхоз «Танк», в 2010 действовал СХПК «Герой».

## Население
Постоянное население составляло 110 человек (чуваши 98 %) в 2002 году, 106 в 2010.